# Gustav Hoffmann (Historiker)

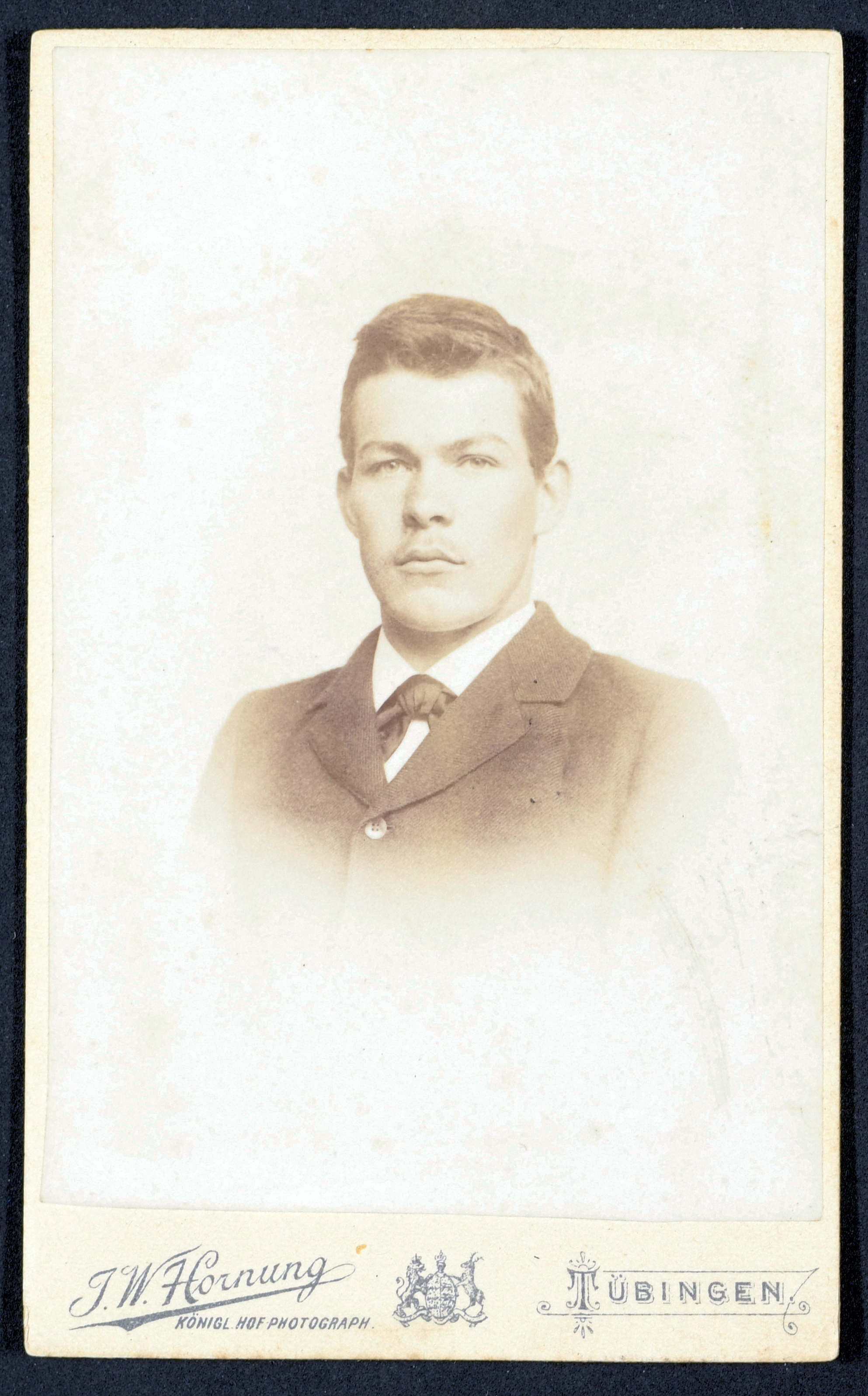
Gustav Hoffmann (1875–1952)

Gustav Hoffmann (* 13. Juli 1875 in Leukershausen bei Crailsheim; † 25. September 1952 in Löchgau) war ein deutscher evangelischer Pfarrer, Historiker und württembergischer Kirchenhistoriker.

## Leben
Hoffmann war der Sohn eines Pfarrers und besuchte in Oberroth, dem damaligen Wirkungsort des Vaters, die Schule. Anschließend wechselte er auf die Lateinschule in Gaildorf, wo er unter der Woche bei den Großeltern wohnen konnte. Nach dem Besuch des Obergymnasiums in Hall studierte er von 1889 bis 1897 Theologie in Tübingen. Danach verbrachte er seine Vikariatszeit beim inzwischen nach Mönsheim versetzten Vater, wo er anschließend Pfarrverweser war. 1902 kam er als Stadt- und Parochialvikar nach Welzheim. 1906 erhielt er seine erste Pfarrerstelle in Geifertshofen. 1918 wurde er Pfarrer in Löchgau und behielt diese Pfarrstelle bis zum Ruhestand 1948.
Er war ab 1907 mit Selma Leitz, der Tochter des Welzheimer Dekans, verheiratet. Der Ehe entstammten zehn Kinder, von denen zwei jung starben. Alle vier Söhne fielen im Zweiten Weltkrieg, vier Töchter haben den Vater überlebt.

## Werk
Hoffmann war bereits als junger Mann geschichtlich interessiert, wenngleich er während seines Studiums nur einen Kurs über den Deutsch-Französischen Krieg von 1870/71 belegt hatte. Grundbegriffe der Kirchengeschichte dürften ihm Carl Heinrich Weizsäcker und der Privatdozent Alfred Hegler vermittelt haben. Sein umfangreiches geschichtliches Wissen hat sich Hoffmann dann erst nach dem Ende seines Studiums selbst angeeignet. In seiner Zeit in Mönsheim (1897–1902) verfasste er eine Geschichte des Dorfes, die 1904 erschien. Auch an seinen weiteren Wirkungsorten hat er heimatgeschichtliche Studien betrieben, deren Ergebnisse als separate Veröffentlichungen oder als Beiträge in Zeitungen und Zeitschriften erschienen. Er war Gründungsmitglied des 1920 gegründeten Vereins für württembergische Kirchengeschichte. 1932 veröffentlichte er sein im Wesentlichen bereits 1925 verfasstes Hauptwerk, das Nachschlagewerk Kirchenheilige in Württemberg, in dem die Patrozinien aller Kirchen, Kapellen und Altäre mit dem Zeitpunkt ihrer ersten Erwähnung aufgelistet sind. Hoffmann war bis ins hohe Alter weiter im Bereich der Heimat- und Kirchengeschichtsforschung tätig, wobei in seinen späten Jahren die Vortragstätigkeit den Mittelpunkt seiner diesbezüglichen Arbeit bildete.

## Schriften
- mit Karl Seeger: Chronik der Gemeinde Mönsheim. Gemeinde Mönsheim, Mönsheim 1904 und 1984.
- Kirchenheilige in Württemberg. Kohlhammer, Stuttgart 1932.